# Río San Jacinto
El río San Jacinto fluye desde lago Houston en el Condado de Harris, en Texas, hacia la bahía que recibiría el nombre del héroe Bernardo de Gálvez y Madrid, Galveston Bay.
Originariamente era la tierra de los indios Karankawa, y con la colonización española el río se bautizó en honor a San Jacinto.
En la historia es famoso pues en él tuvo lugar la Batalla de San Jacinto, el 21 de abril de 1836, que a pesar de haber durado sólo 18 minutos resultó decisiva para la independencia de Texas. Bajo el mando de Samuel Houston, el ejército texano enfrentó al ejército mexicano comandado por Antonio López de Santa Anna. A unos 40 km del lugar donde se combatió, en el afluente del San Jacinto conocido como Buffalo Bayou, se fundó en 1837 la Ciudad de Houston, la cuarta ciudad más poblada de Estados Unidos y la mayor del estado de Texas.